# Place de l'Union (Cluj-Napoca)
Pour les articles homonymes, voir Place de l'Union.

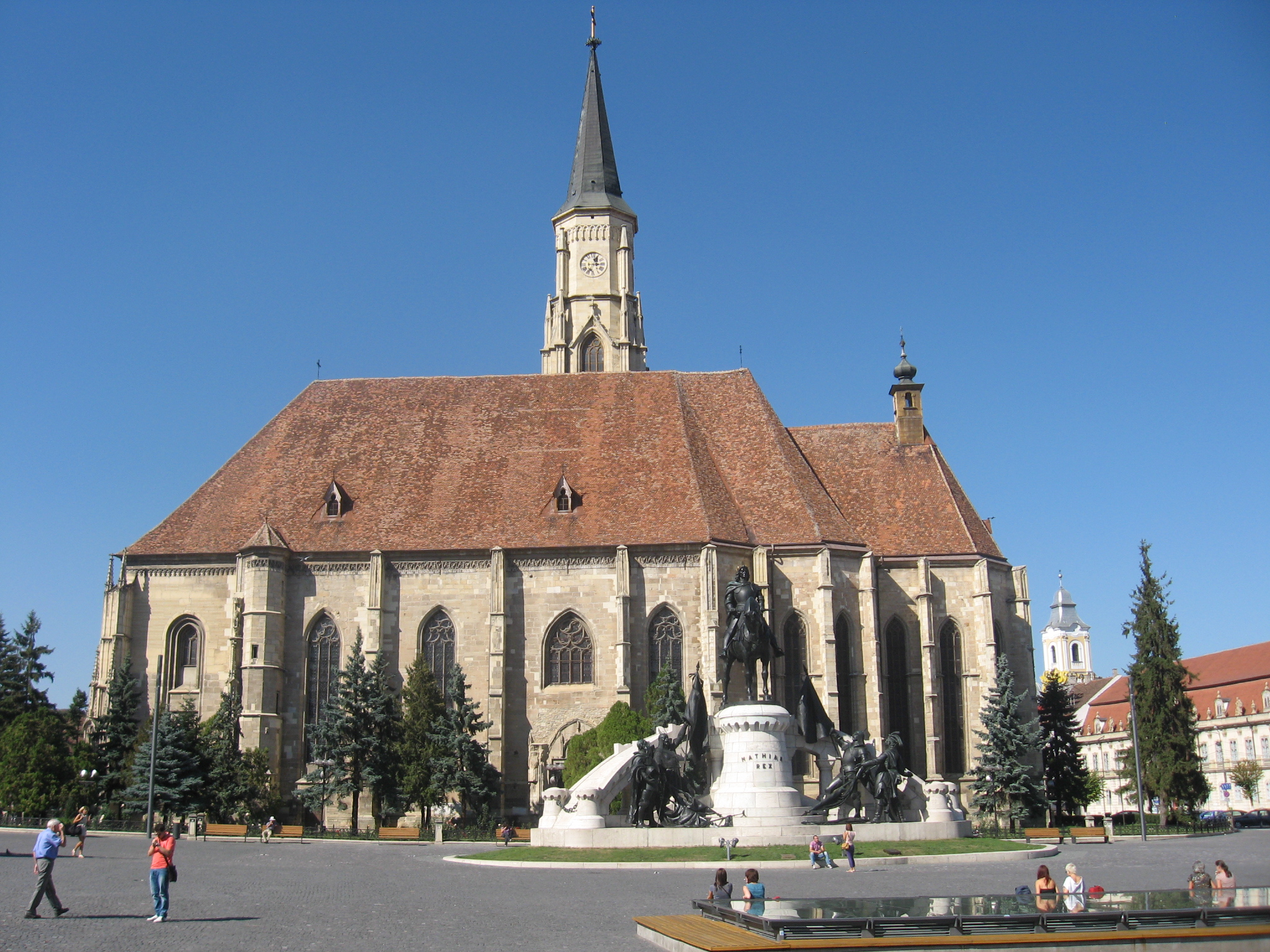
La place de l'Union de Cluj et l'église Saint-Michel vues du côté sud

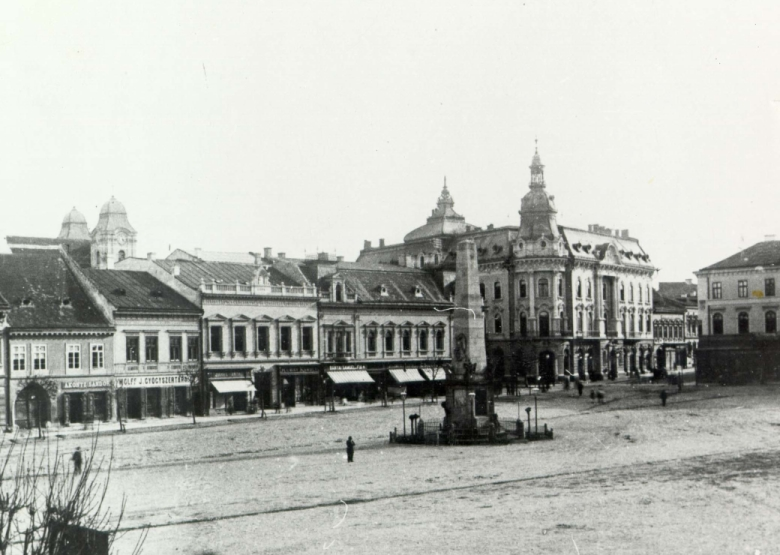
Vue sur le coin sud-ouest de la place (1897). Le grand édifice qu'on voit du côté droit de l'image s'appelait à l'époque l'Hôtel New York. Du côté gauche on peut observer les tours de l'église des piaristes de la Trinité. L'obélisque se trouve aujourd'hui sur la Place du Musée.

La place de l'Union (en roumain : Piața Unirii) est la place centrale de la ville de Cluj.

## Situation et accès
La place de l'Union a été le noyau de la ville médiévale de Cluj. Elle est encore de nos jours le cœur de la cité. Avec ses 220 mètres de longueur et ses 160 mètres de largeur, elle est la plus grande des places médiévales de l'Europe de l'Est.
Au centre de la place se trouvent l'église Saint-Michel et le monument dédié au roi Matthias 1er réalisée par János Fadrusz. À l'origine, on trouvait l'inscription Matthias Rex Hungarorum sur le socle de la statue, mais l'ancien maire de la ville Gheorghe Funar a enlevé Hungarorum.
La place est entourée par plusieurs édifices notables, dont les deux édifices jumeaux qui marquent le début de la rue Iuliu Maniu.

## Historique
Ancienne « Grand'Place » (en hongrois : Fő tér) de l'époque austro-hongroise, elle est connue au début du XXᵉ siècle sous le nom hongrois de « Mátyás Király tér » en hommage au roi Matthias Ier de Hongrie..
Après la Révolution de 1989, la place est devenue le plus important centre financier et commercial de la ville.

## Bâtiments remarquables et lieux de mémoire
- Église Saint-Michel
- Musée des beaux-arts de Cluj
- Palatul Josika
- Palatul Rhedey
- Palatul Wass
- Ancien Hôtel New York
- Casa Wolphard-Kakas

À proximité immédiate :
- Biserica Bob
- Église des piaristes de la Trinité
- Église évangélique luthérienne
- Musée de la Pharmacie
- Musée de la spéléologie "Emil Racoviță"

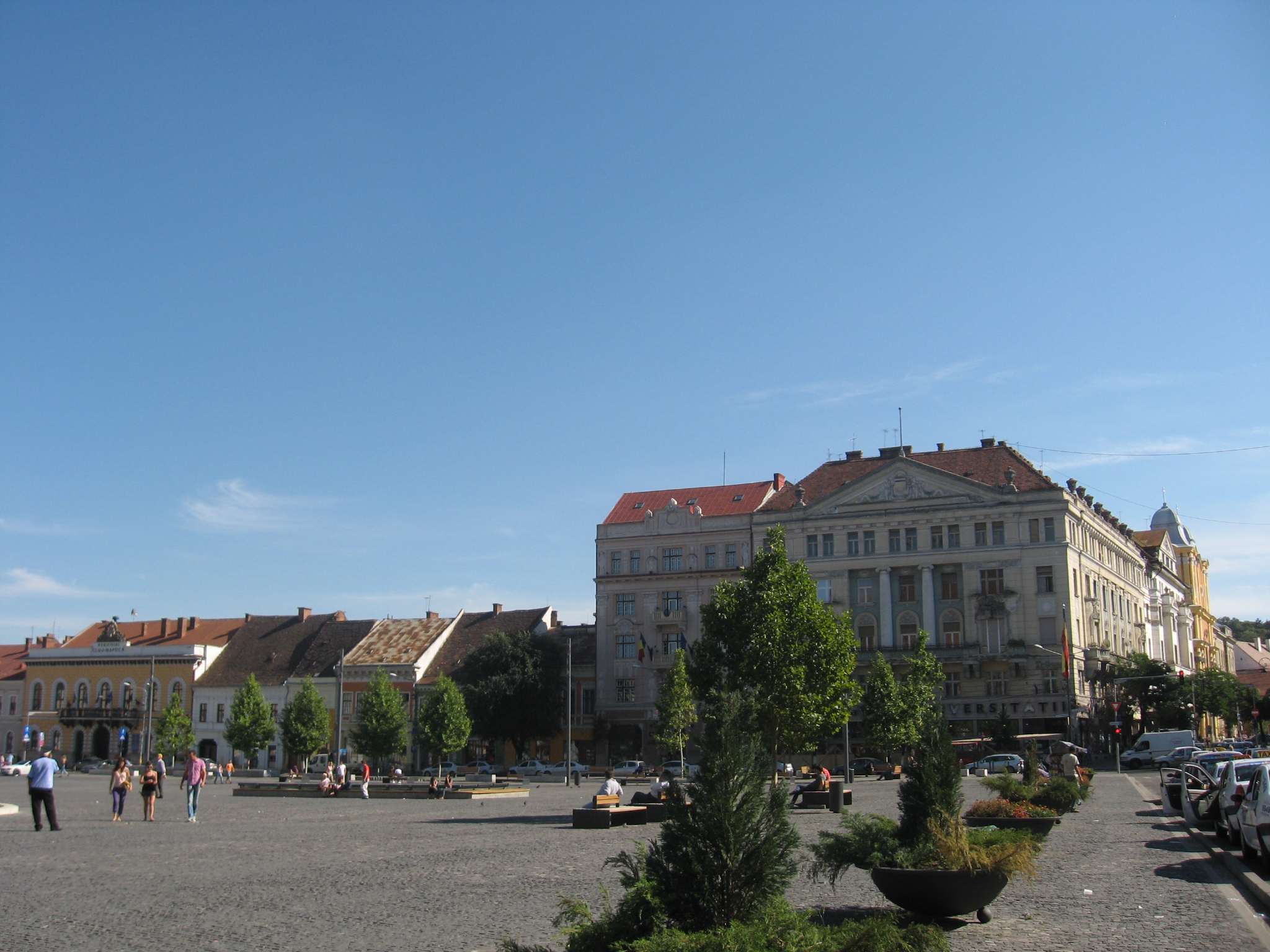
Côté sud de Piața Unirii
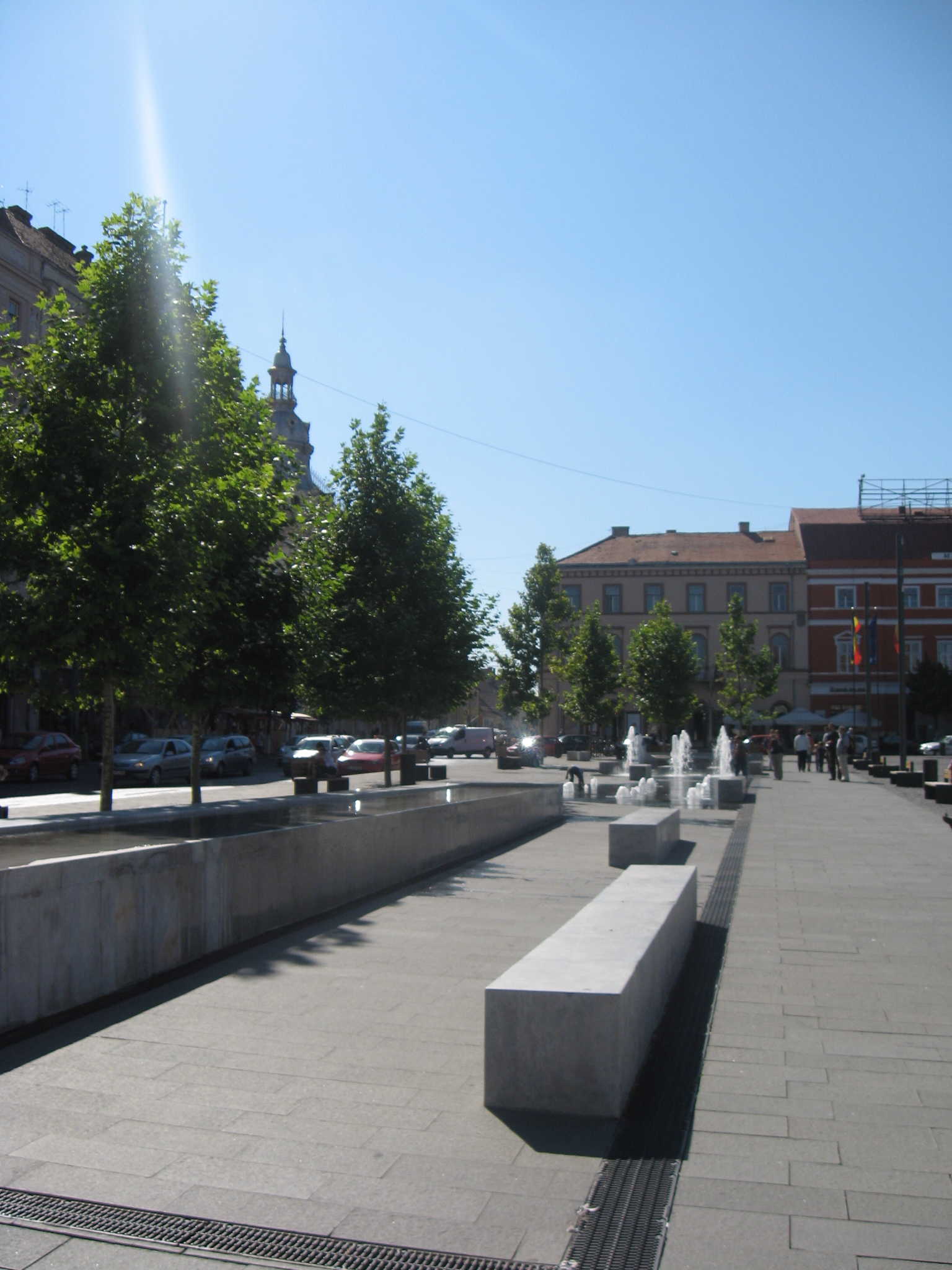
Fontaine le long du côté sud de Piața Unirii
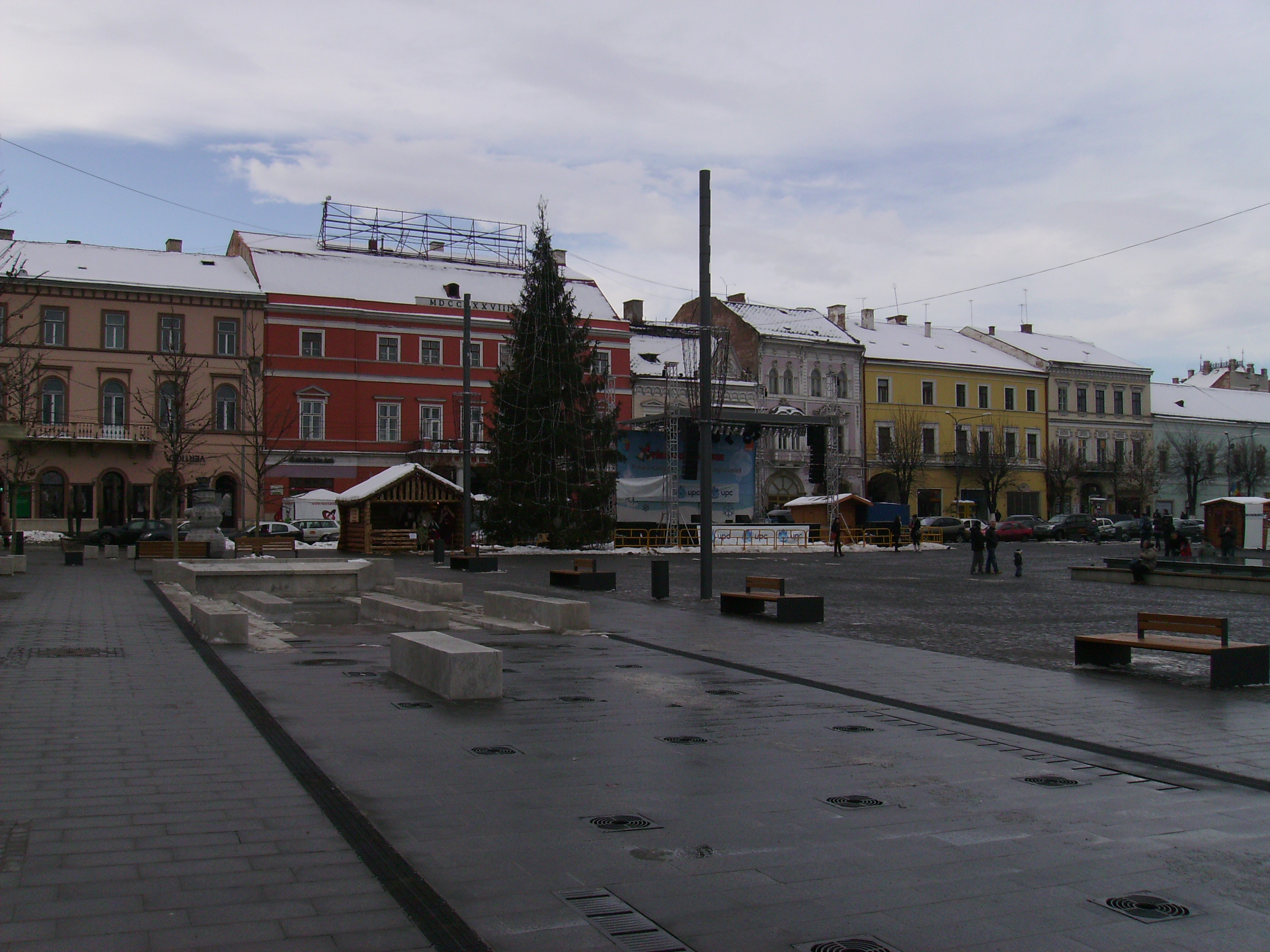
Côté ouest de Piața Unirii
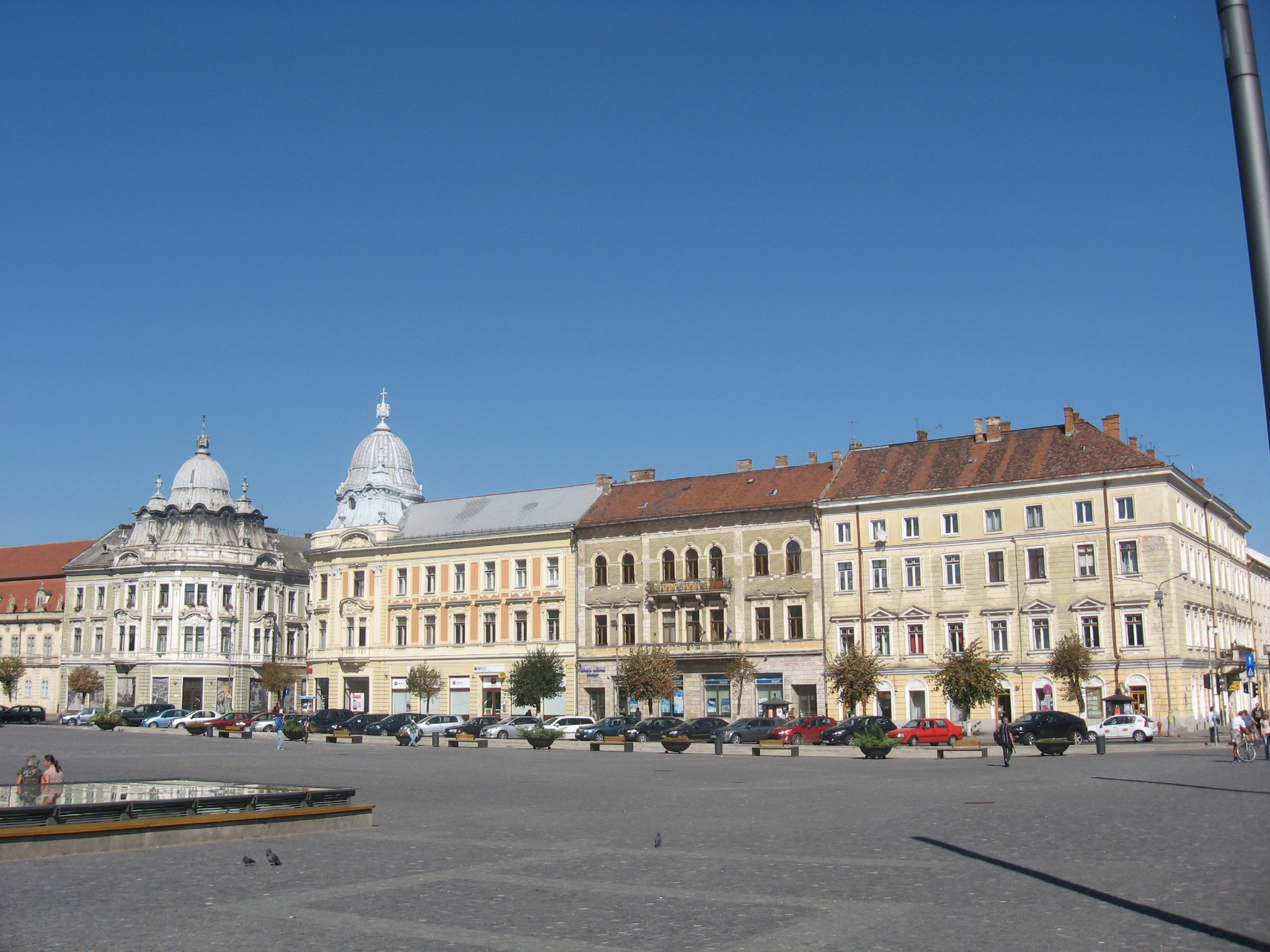
Côté est de Piața Unirii
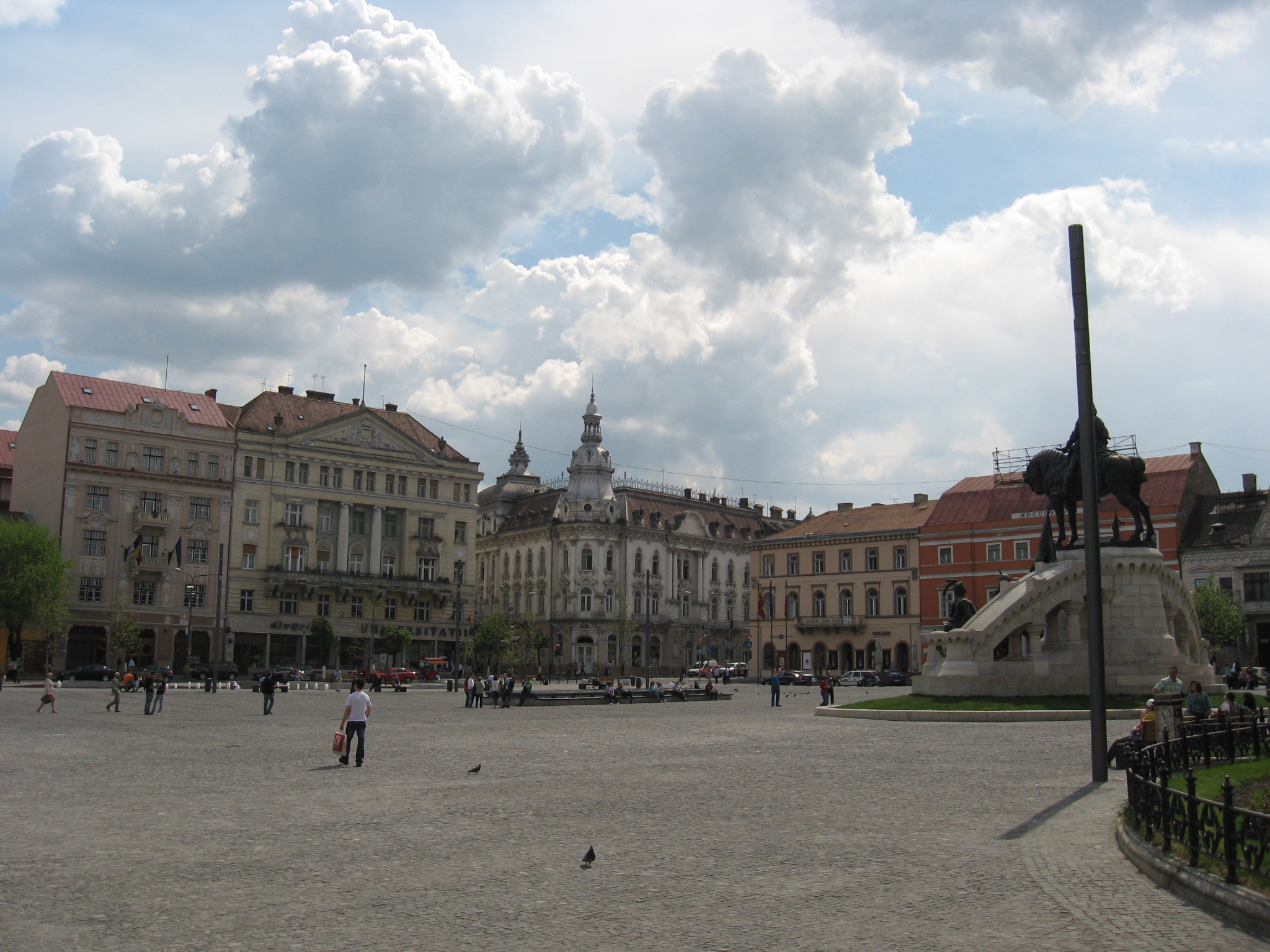
Piața Unirii vue depuis le coin nord-est
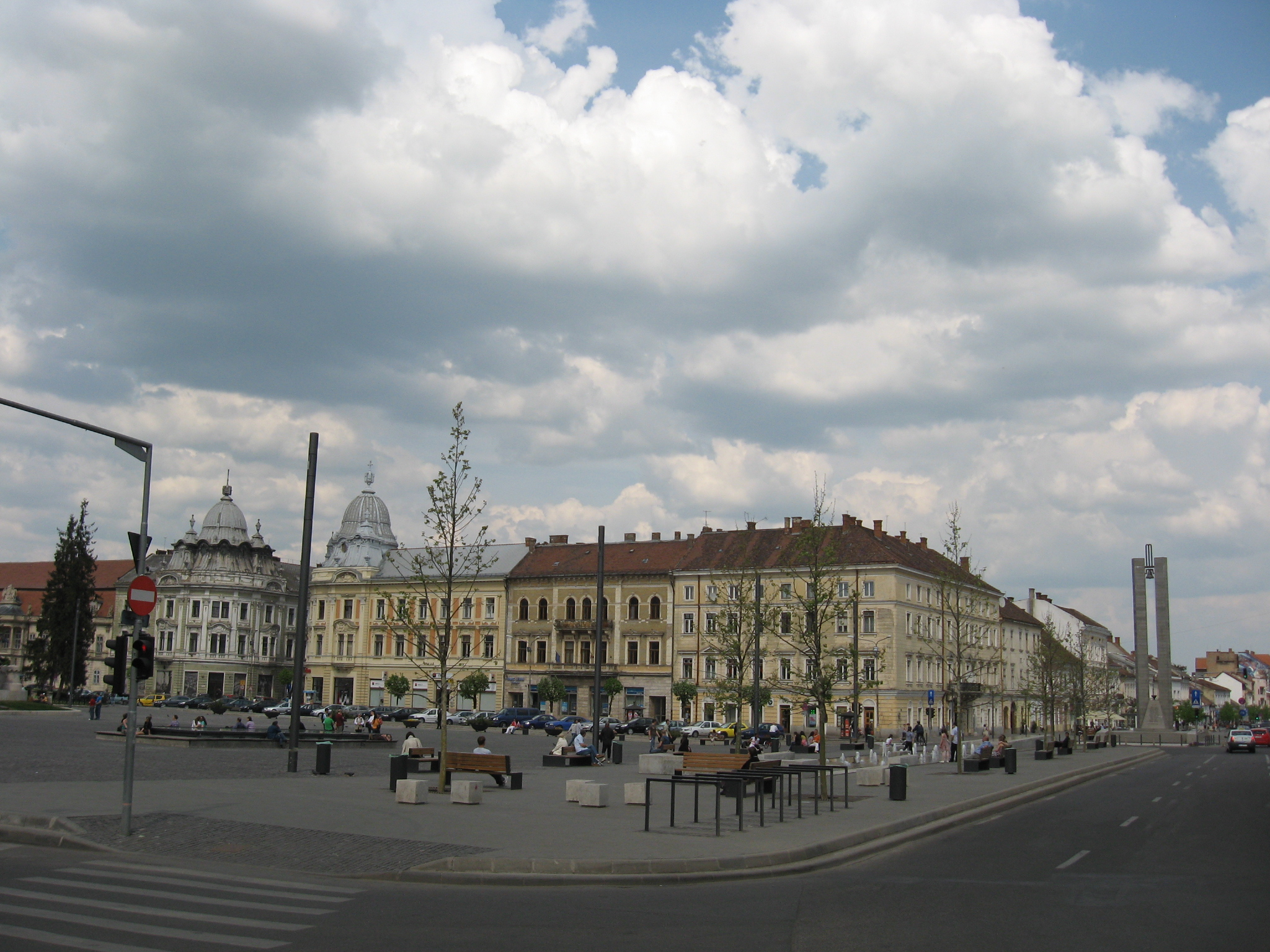
Piața Unirii vue depuis le coin sud-ouest
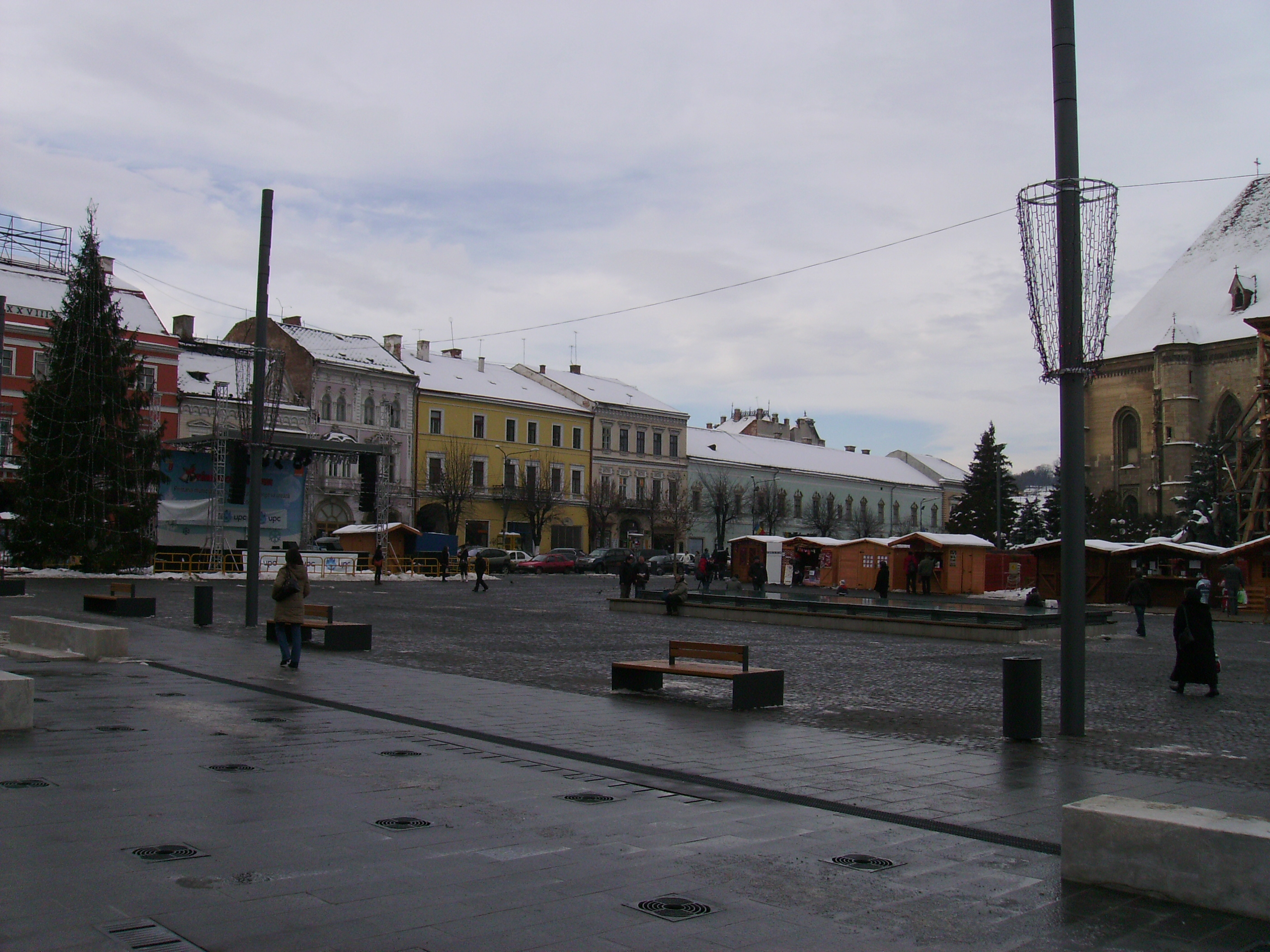
Foire de Noël dans la place
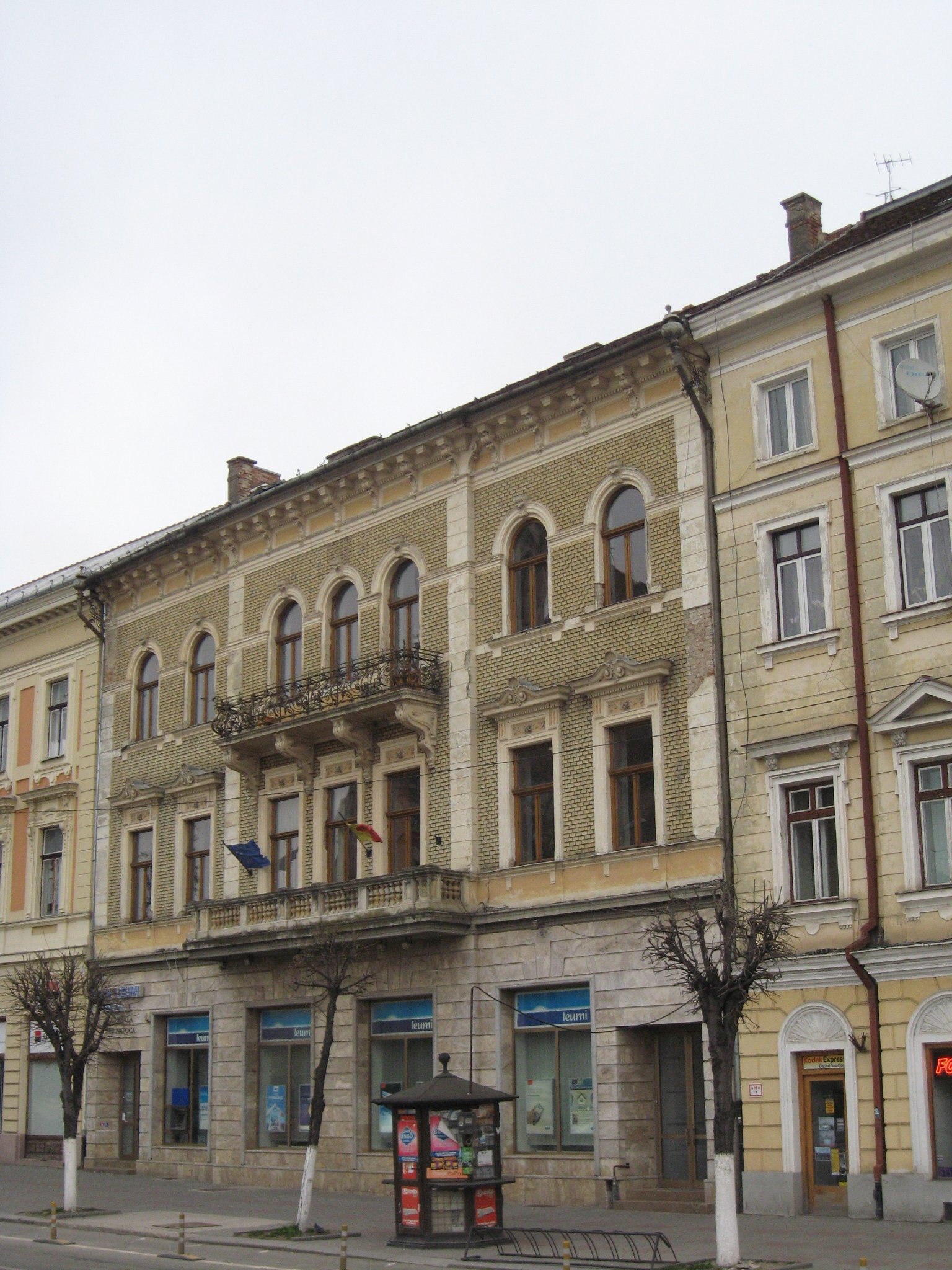
Casa Wolphard-Kakas
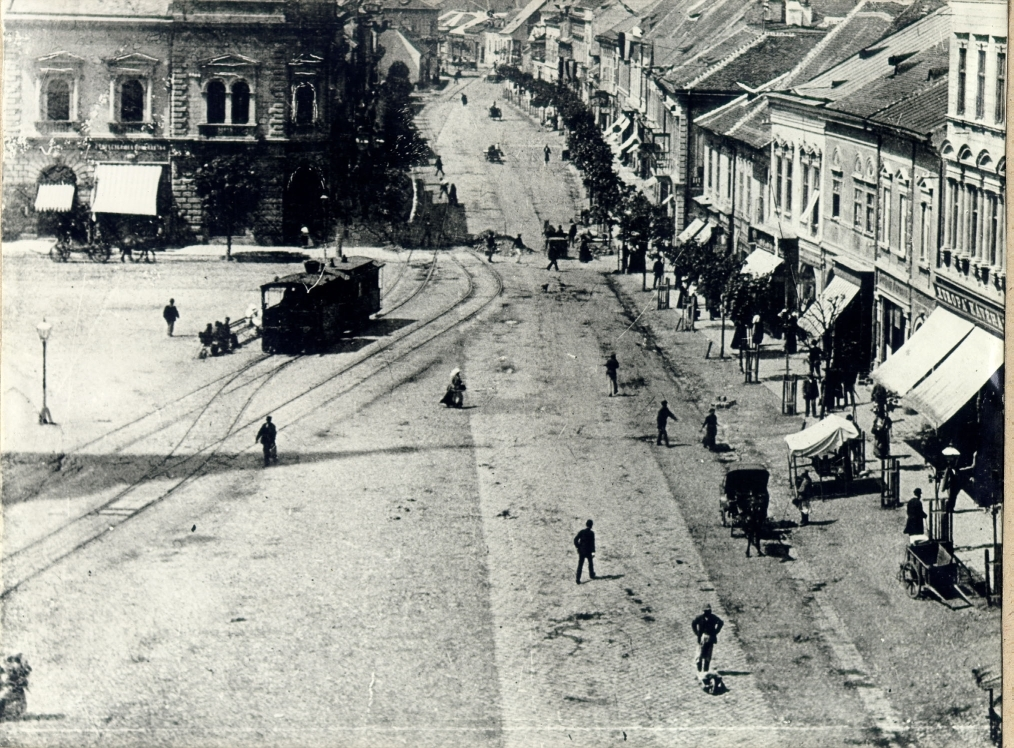
Coin nord-ouest de la place en 1902.